# Niscayah
Niscayah (ehemals Securitas Systems) war ein Unternehmen für Sicherheitssysteme. Es hatte Tochtergesellschaften in 14 Ländern Europas, in den USA sowie in Asien und beschäftigte 5400 Mitarbeiter. 2010 lag der Jahresumsatz bei 755 Millionen Euro.
Am 9. September 2011 wurde Niscayah vom amerikanischen Konzern Stanley Black & Decker übernommen.

## Geschichte
Das ab dem 29. September 2006 an der Stockholmer Börse notierte Unternehmen wurde 2001 als Sicherheitstechnik-Division des ebenfalls in Schweden ansässigen Sicherheits-Konzerns Securitas AB gegründet.

### Geschichte der Niscayah Deutschland
2003 Gründung der Securitas Systems Deutschland
2003 Übernahme des Unternehmens Südalarm Wachtel in Filderstadt und dessen Tochterfirma Südalarm Elnaton in München
2004 Übernahme des Unternehmens Struck & Partner, Rostock in Deutschland, Bell Group plc. in England und Eurotelis in Frankreich
2005 Übernahme von Hamilton Pacific in den U.S.A
2006 System löst sich von Securitas, wird ein eigenständiges Unternehmen und geht am 29. September an die Stockholmer Börse. Außerdem trifft Securitas Systems ein Abkommen zur Übernahme von CIS Spa und expandiert so in den Italienischen Markt. Außerdem wird ein Abkommen zur Übernahme mit der Larmassistens AB geschlossen.
2007 Übernahme des Unternehmens F+H electronic, Münster (Westfalen) und PEI Systems Inc in England sowie Abschluss der übernahmen von CIS Spa und Larmassistens AB.
2008 Übernahme von G4S Sicherheitssysteme GmbH, den Sicherheitstechnik-Bereich von G4S Deutschland.
2008 Am 28. April Umbenennung in Niscayah.
2011 Am 16. Mai gibt die Securitas AB in Schweden ein öffentliches Übernahmeangebot für Niscayah ab.
2011 Am 27. Juni überbietet Stanley Black & Decker das Angebot der Securitas AB
2011 Am 9. September wurde Niscayah vom amerikanischen Konzern Stanley Black & Decker übernommen.

## Niscayah Deutschland
Niscayah Deutschland wurde im Jahre 2003 als Division der Securitas Deutschland unter dem Namen Securitas Systems gegründet und war mit 500 Mitarbeitern bundesweit an zahlreichen Standorten vertreten. Die technischen Kernbereiche waren
- Einbruchmeldesysteme
- Brandmeldesysteme
- Zutrittskontrollsysteme
- Videoüberwachungssysteme und
- Alarmmanagementsysteme.

Niscayah Deutschland besaß eine eigene VdS-zertifizierte (Klassen A,B,C) Notruf- und Serviceleitstelle (NSL) in Frankfurt.